# 达坂山
达坂山又稱大坂山，位於中國青海省，是祁連山的一個支脈。达坂山北為門源回族自治縣，南為大通回族土族自治縣。达坂山地區是青海省降水最多的地區，因中國227國道翻越大坂山的大坂山啞口常有雪害，後來計劃修築公路隧道穿越啞口路段。中國227國道的大坂山隧道(又稱达坂山隧道)穿越达坂山，當時為亚洲海拔高度第一、世界第二的公路隧道，長1560公尺，海拔3792公尺，位於門源與大通之間，於1998年通車，後因冰冻害封閉整治後於2008年重新通車。兰新铁路第二双线也將建隧道通過达坂山，兰新铁路第二双线的达坂山隧道15897公尺，是兰新铁路第二双线的最長隧道。
达坂山位於祁连成矿区北祁连成矿带。在青海的成矿带中，祁连成矿区成矿的時代較老，又位於板塊推覆前緣地帶，礦體受成礦期後的構造變動及破壞較大，礦體規模較小。达坂山有銅礦分布，例如位於門源西南的红沟铜矿。